# Histoire de la Bavière

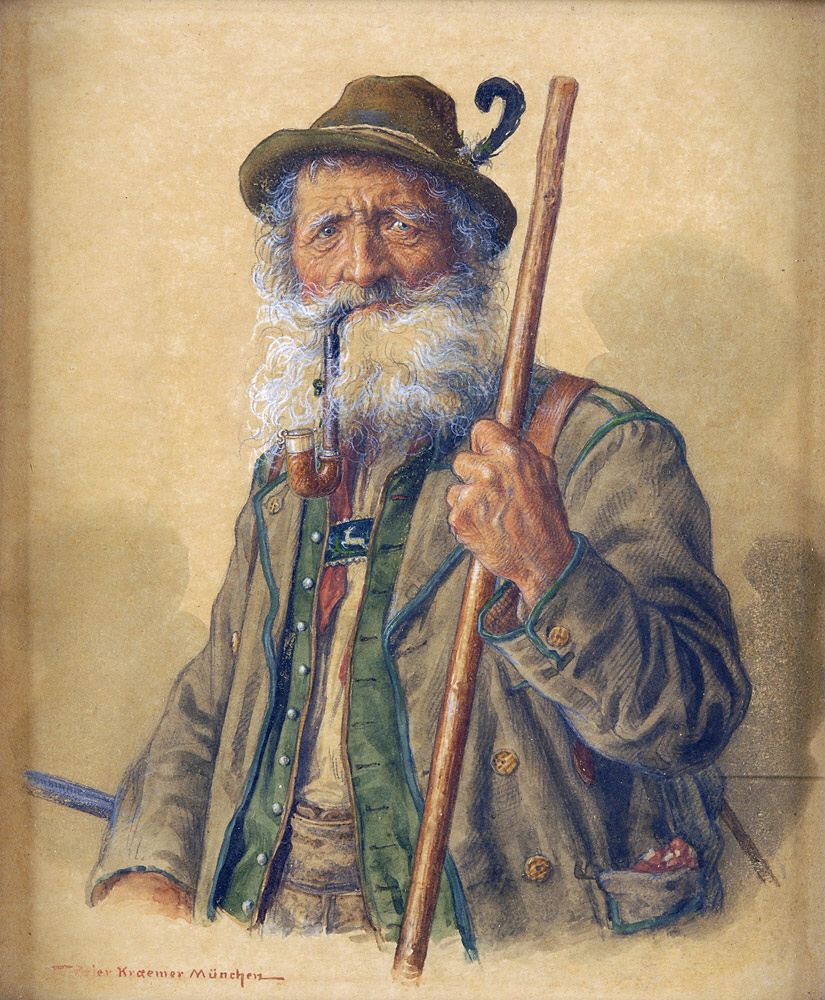
Un vieux Bavarois coiffant le traditionnel trachtenhut, aquarelle de Peter II Kraemer, vers 1910.

La Bavière, plus vaste Land fédéral allemand, a une histoire millénaire qui prend racine dans le passé romain puis germanique de la région. De la période franque, naît en 1180 une entité politique dont la destinée est liée à celle de la Maison de Wittelsbach qui lui donne ses armes et dont sont issus ses souverains jusqu'au terme de la Première Guerre mondiale. La Bavière est un sujet et un acteur important sinon majeur du Saint-Empire romain germanique et des entités allemandes y succédant jusqu'à l'État fédéral actuel.

## Des origines auXesiècle

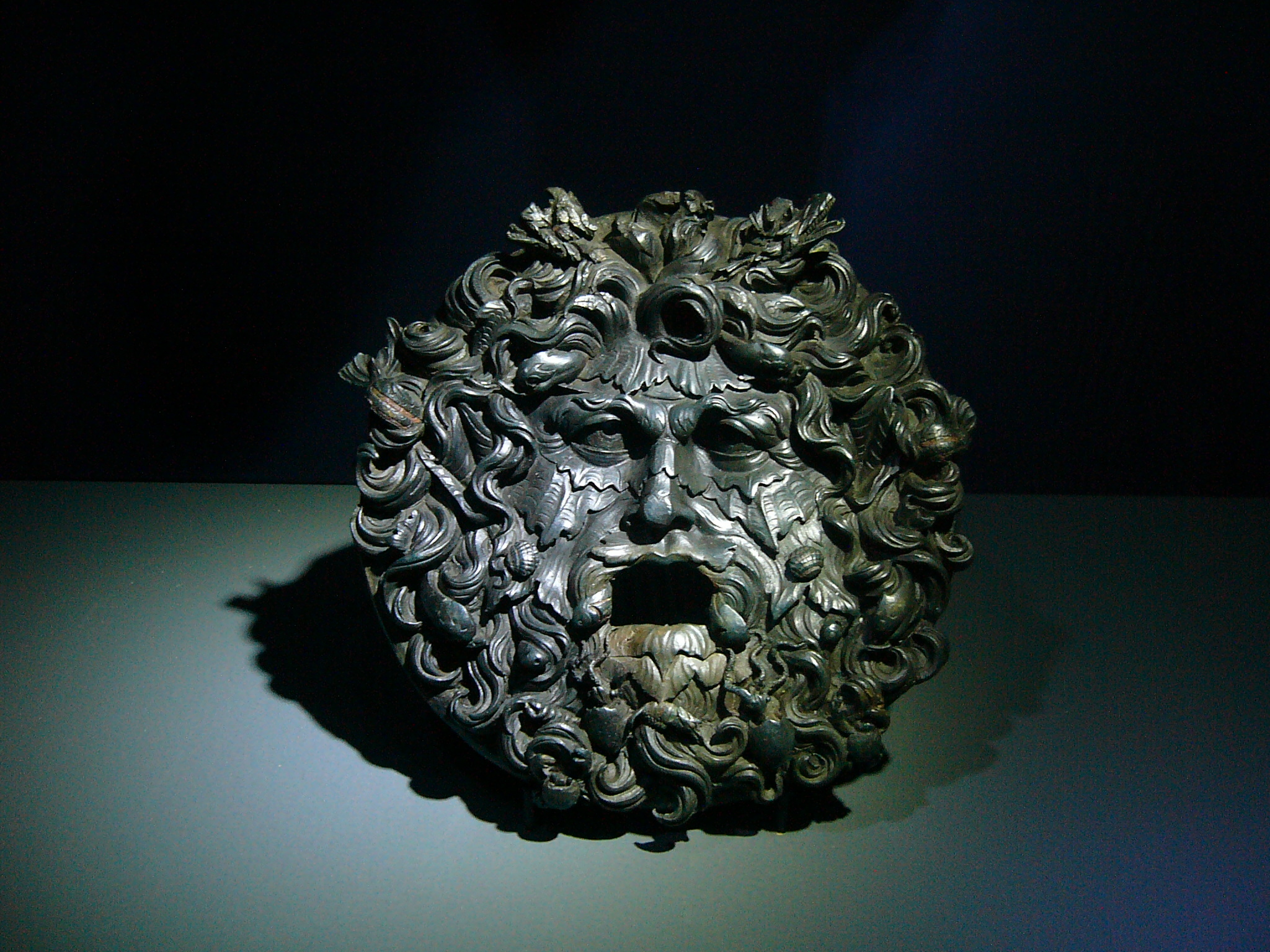
Gargouille en bronze du IIe siècle ap. J.C. représentant la tête d'Océanos, provenant d'une villa romaine à Treuchtlingen en Bavière.

La Bavière était peuplée par les Celtes Boïens et Volques au IIIe siècle av. J.-C. avant de devenir une province romaine au Ier siècle. 
La Bavière devient une province frontière qui sépare la culture romaine de la Barbarie.

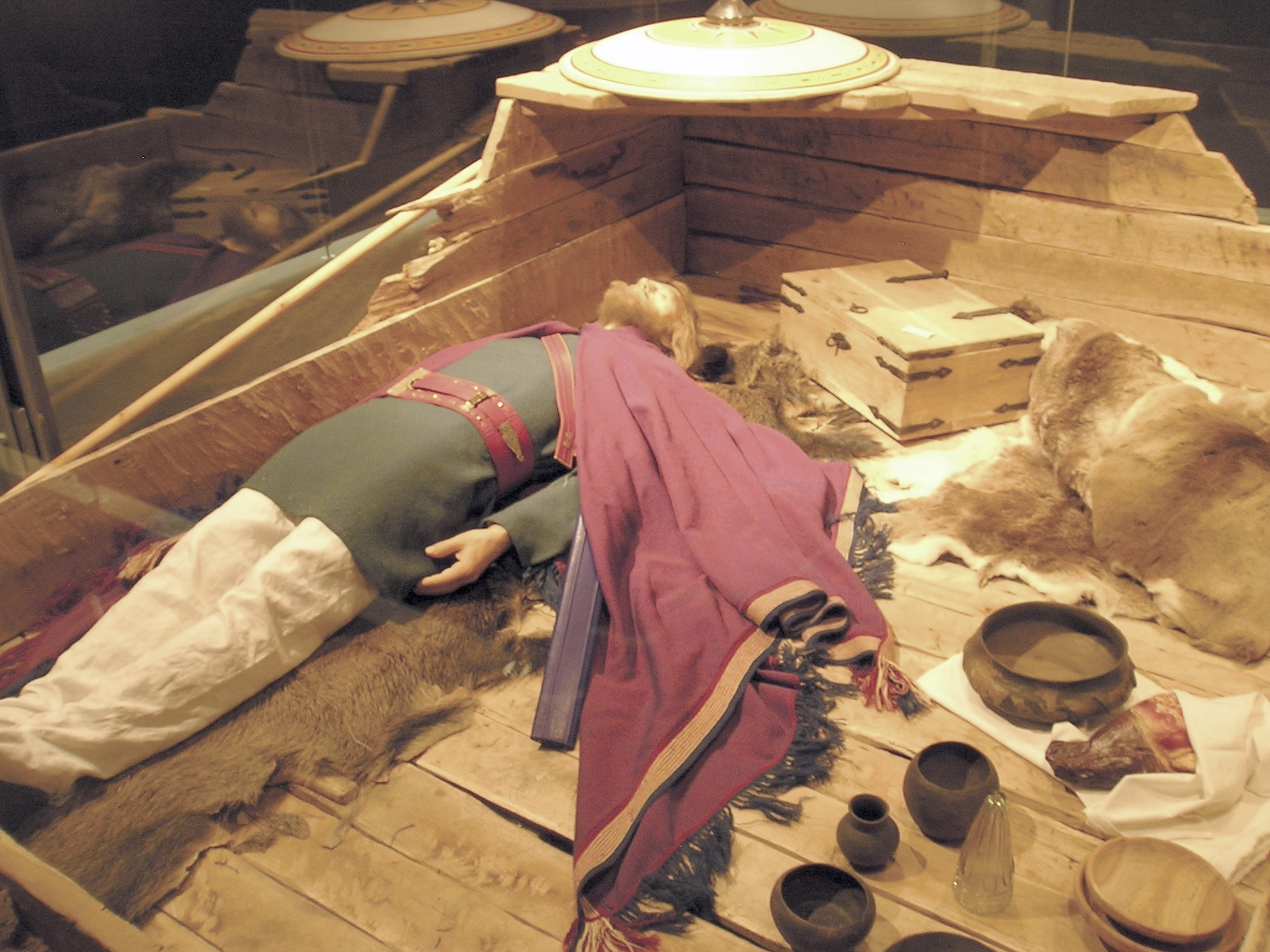
Guerrier de Kemathen. Tombe d'un guerrier dans l'Altmühltal (Arrondissement d'Eichstätt)

Les Romains créent des villes en Bavière comme Ratisbonne sous l'autorité du gouverneur de la province de Germanie supérieure. 
L'origine des Bavarois demeure un mystère : ils se font connaître au milieu du VIe siècle. 
Établis dans les riches vallées du Danube et de l'Inn, on déduit que leur souche s'est formée des restes d'anciennes tribus germaniques éclatées et des Romains déjà installés dans cette région. 
La seule information sur leur origine provient de leur propre appellation qui signifierait en gros les hommes de la terre de Baia, autrement dit la Bohême. 
Ils imposent dès lors leur langue aux populations romanisées installées sur le territoire depuis des siècles.
Les barbares forment une communauté basée sur le sang commun dirigée par les princes de la dynastie des Agilolfinges. les villes sont désertées et avec elle certain idéal romain de culture (et de civilités). 
Au VIe siècle, les paysans partent à la reconquête des terres dépeuplées. Certains d'entre eux sont slaves : ils sont à l'origine de la Bavaria Slavica.
Aux VIIe et VIIIe siècles, la Bavière est christianisée par saint Emmeran à Ratisbonne et de saint Ruprecht à Salzbourg vers 700, deux missionnaires travaillant sous la direction de saint Colomban et de saint Gall. 
En 739, l'organisation de la Bavière avec la création des diocèses de Salzbourg, de Freising, de Ratisbonne et de Passau était en place. Ils s'appuient sur les monastères d'Altaich, de Wessobrunn, de Kremsmünster et d'San Candido (Innichen).
En 794, Tassilon III, duc de Bavière et trublion impénitent de Charlemagne, est amené devant le concile de Francfort, où le roi franc le condamne publiquement à la déchéance et à la commise de ses terres. 
La Bavière se trouve depuis lors placée sous l'autorité directe du royaume des Francs. 
Au moment du partage de Verdun en 843, la Bavière est incluse dans la Francie orientale de Louis le Germanique. 
À sa mort en 876, son fils Carloman reçoit la Bavière. 
Le dernier Carolingien roi de Bavière meurt en 911.
La conquête franque se traduit par un transfert de propriétés vers les fonctionnaires royaux, les membres du haut clergé et les monastères. 
Sous les Carolingiens, les paysans commencent à coloniser les vallées alpines et dans les régions slaves peu peuplées de la Carantanie jusqu’au Frioul et en Istrie. 
Mais le duc Liutpold (ou Luitpold), battu par les Hongrois en 907, perd la plupart de ses territoires du Sud-Est.

## La Bavière du Saint Empire

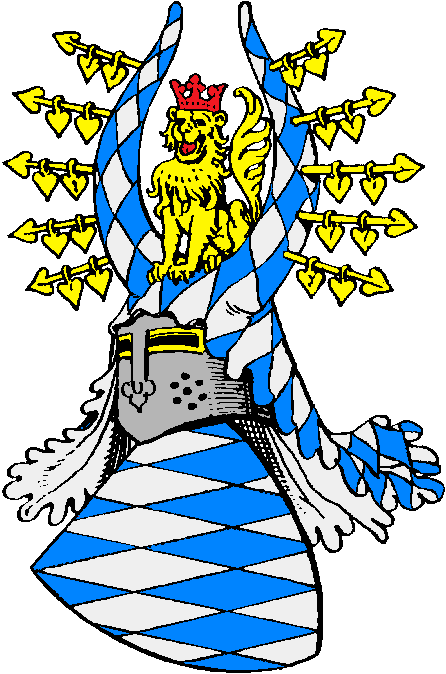
Les Wittelsbach ont donné leurs armes, fuselées en bande d'azur et d'argent, à la Bavière, et leurs couleurs au drapeau actuel de celle-ci.

Maître à la fois de la Saxe et de la Bavière, Henri le Lion, partisan du pape lors de la Lutte du sacerdoce et de l'Empire, se brouille avec son cousin l'empereur Frédéric Barberousse. 
Ce dernier donne alors le duché au comte palatin Othon de Wittelsbach dont les descendants régneront jusqu'en 1918. 
En 1214, ils acquièrent le Palatinat rhénan.
En 1255, les Wittelsbach construisent dans Munich un premier château résidentiel, l'Alter Hof. 
Munich devient la capitale de la Bavière et la résidence ducale.
En 1329, la dynastie des Wittelsbach se sépare en deux branches : la palatine à Heidelberg et la bavaroise à Munich, jusqu'à l'extinction de la branche de Munich (1777).
Au XIVe siècle, Louis IV le Bavarois (1314-1347) est élu empereur du Saint Empire contre le candidat Habsbourg. 
Il fait reconstruire les murailles, commence à édifier la cathédrale, la Frauenkirche. 
Munich devient une ville importante d'Allemagne. 
L'église de Wies est construite.
Au XVIe siècle, la Bavière demeura fidèle à l'Église catholique (romaine) alors que le Nord de l'Allemagne embrasse la Réforme luthérienne. 
Le duc Maximilien de Bavière devient le chef du parti catholique en Allemagne.
Sous Albert V (1550-1579) et Guillaume V (1579-1597), la Bavière devient un des bastions de la Contre-Réforme. 
En réaction à l'Union protestante évangélique, une ligue défendant les intérêts des princes protestants, une Ligue catholique se constitue à Munich en 1609 et le duc de Bavière Maximilien Ier (1597-1651) en prend tout naturellement la direction, ce qui lui vaut en 1623 le titre de comte palatin. 
Par là-même, il accède à la dignité de Prince-électeur, tandis que son cousin du Palatinat en est dépossédé.

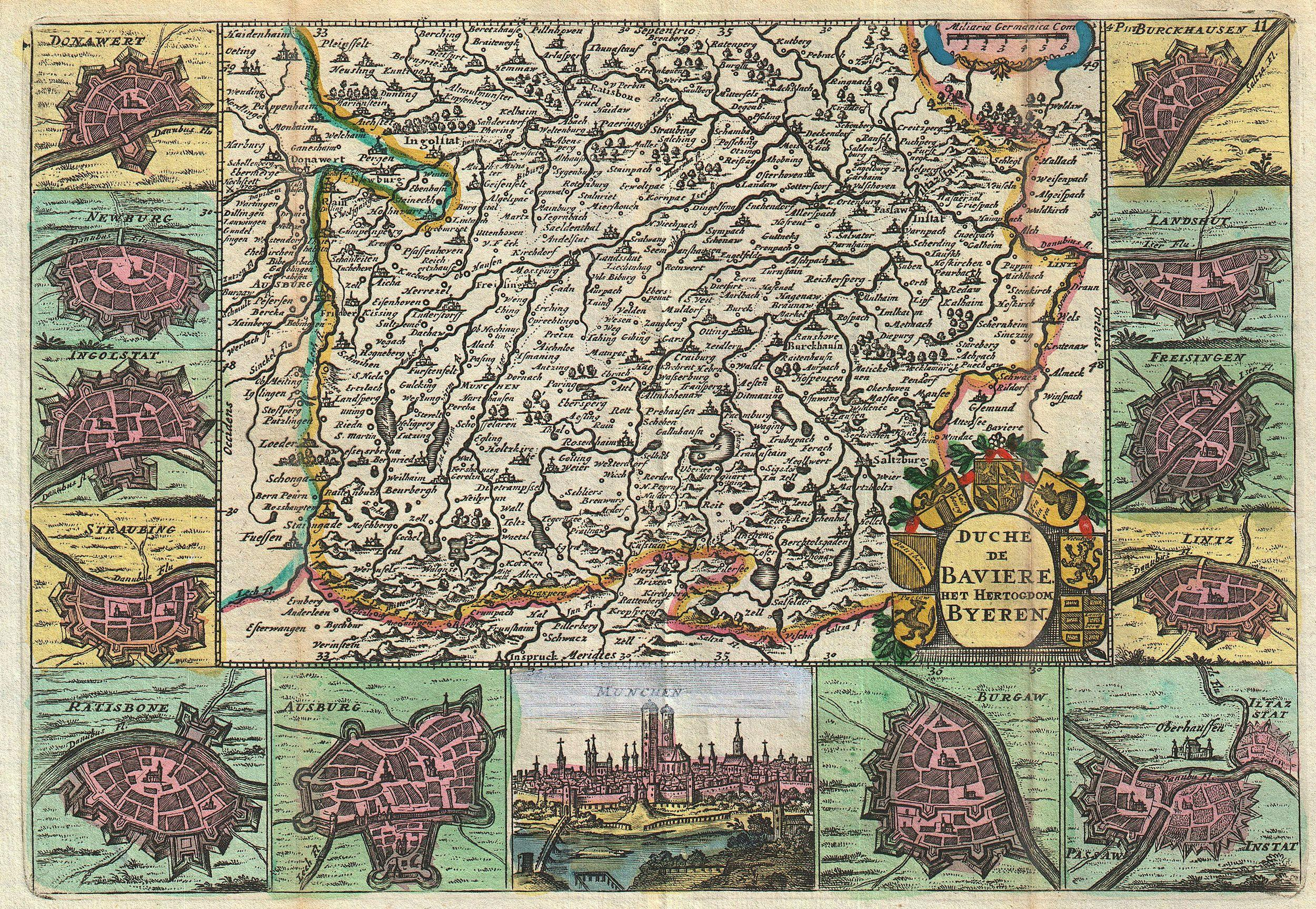
Carte de la Bavière au XVIIIe

À la fin de la guerre de Trente Ans, la Bavière est devenue une puissance dont Habsbourg et Bourbons se disputent l'alliance. 
Ferdinand-Marie (1651-1679), Maximilien-Emmanuel (1679-1726), Charles-Albert (1726-1745) redoutent les convoitises des Autrichiens. 
Maximilien-Emmanuel prend alors le parti de la France lors de la guerre de Succession d'Espagne. 
La plus célèbre bataille de ce conflit, la bataille de Höchstädt-Blenheim, se déroule le 13 août 1704 ; elle est remportée sur les Français et leurs alliés bavarois par John Churchill, 1er duc de Marlborough, et le prince Eugène de Savoie.
Les Princes-électeurs de Bavière continuent d'embellir leur capitale qui devient un des centres de l'art baroque : aménagements de la Résidence, église des Théatins et l'Asamkirche, château de Nymphenburg, Neues Schloss de Schleissheim.
Après la mort de l'empereur Habsbourg Charles VI en 1740, sans héritier mâle, l'appui de la France permet à Charles-Albert de se faire élire empereur en 1742 contre François de Lorraine, l'époux de Marie-Thérèse, l'héritière du trône d'Autriche. 
Mais il décède en 1745 : son fils et successeur Maximilien-Joseph renonce à se porter candidat, et meurt sans héritier en 1777. 
La Bavière revient alors à l'Électeur palatin Charles-Théodore, qui vient s'installer à Munich.
À la fin du XVIIIe siècle, les possessions des Wittelsbach sont éclatées en trois ensembles territoriaux : la Bavière, le Palatinat rhénan, les duchés de Berg et de Juliers de chaque côté du Rhin inférieur.

## Le royaume de Bavière

### La Bavière pendant la période révolutionnaire et les guerres napoléoniennes

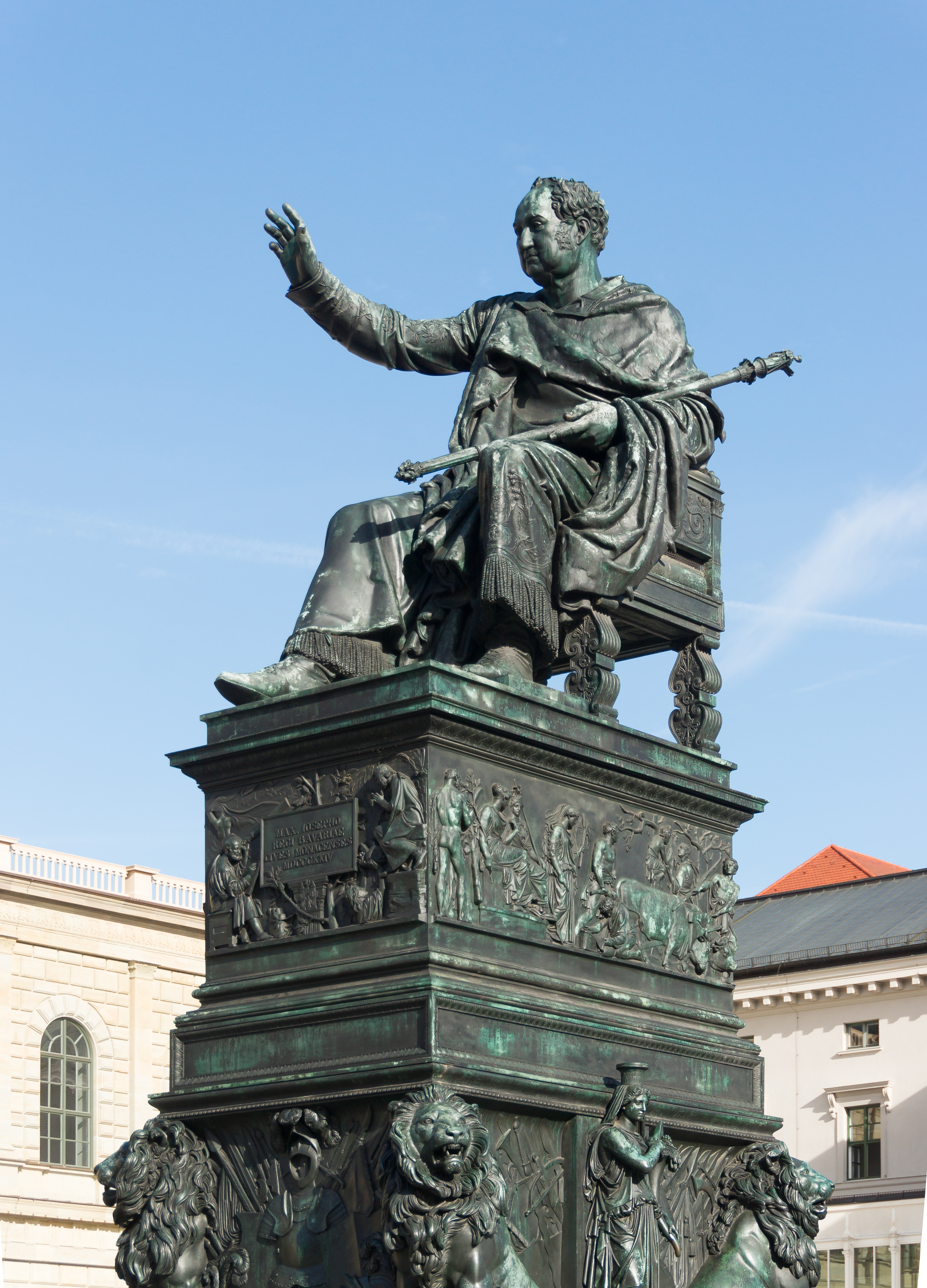
Statue du roi Maximilien Ier de Bavière.

En 1796, Maximilien-Joseph, partisan des Lumières prend pour conseiller Maximilian von Montgelas, puis quand il devient électeur de Bavière en 1799 en fait son principal ministre lui confiant pour tâche de moderniser le pays.
Pendant les guerres de la Révolution française, l'électorat devient le théâtre d'opérations militaires en 1796 puis en 1800. Il est occupé durant la même année par l'armée du général Moreau. Les traités de Campoformio et de Lunéville lui enlèvent au profit de la France les territoires situés sur la rive gauche du Rhin.
La Bavière profite des bouleversements de la période pour agrandir son territoire. Le recès de la Diète d'Empire de 1803 a eu pour conséquence que ce territoire considérablement agrandi voit se modifier son équilibre religieux puisqu'à côté des catholiques toujours majoritaires, les protestants présentent près de 30 % de la population. Montgelas, partisan du despotisme éclairé, s'efforça de diminuer l'influence de l'Église en Bavière. Profitant du recès qui incorporait au pays nombre de principautés ecclésiastiques, il sécularisa une partie du bien des Églises ce qui eut pour conséquence que la moitié de la propriété foncière changea de main. Des œuvres d'art, des bibliothèques entières devinrent propriété de l'État. Les jésuites furent expulsés.
Alliée à la France, la Bavière est envahie par les troupes autrichiennes en septembre 1805. Mais la défaite de l'Autriche lui vaut divers territoires en Allemagne, le Tyrol et le Vorarlberg. Le 10 décembre le traité franco-bavarois de Brünn transforme la Bavière, ainsi que le Bade et le Wurtemberg en royaume.
Le 1er janvier 1806, avant la disparition du Saint-Empire romain germanique Maximilien-Joseph prend le titre de roi. La constitution de 1808 est rédigée sous l'influence des institutions de la France napoléonienne. Elle garantit la liberté personnelle, l'égalité de tous devant la loi, la liberté de la presse et supprime la plupart des privilèges de la noblesse.

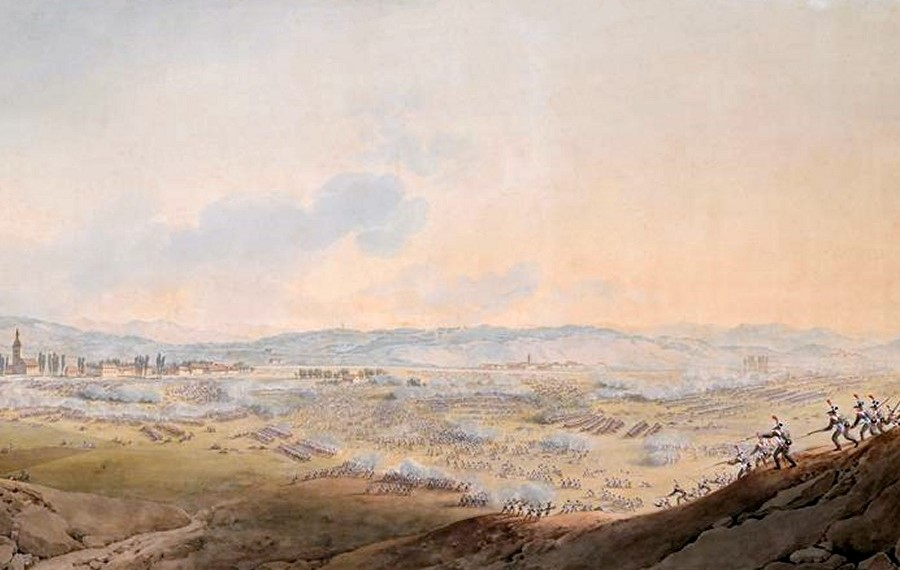
La victoire d'Eckmühl, près de Schierling fut acquise sur les Autrichiens de l'archiduc Charles-Louis d'Autriche-Teschen par le maréchal Louis Nicolas Davout le 22 avril 1809.

Le nouveau royaume sous l'égide napoléonienne s'agrandit en 1810 des agglomérations de Salzbourg, de Berchtesgaden, de Ratisbonne ainsi que Bayreuth. Sous l'impulsion du ministre Montgelas, le roi, au départ allié à Napoléon Ier, est contraint en 1813 par François Ier de faire campagne contre la France pour sauver son trône. Il embellit sa capitale et y ouvrit une Académie des beaux-arts. Mais avant la scission inéluctable de l'alliance franco-bavaroise, Napoléon Ier en guerre contre l'Autriche remporte avec l'aide des Bavarois du maréchal Lefebvre, au printemps 1809, la bataille d'Eckmühl à l'encontre des troupes de Charles-Louis d'Autriche. La ville de Ratisbonne étant tombé après un coup aux mains des Français, l'ennemi est contraint de rebrousser chemin par-delà le Danube.

### De 1815 à l'Unité allemande
Le congrès de Vienne qui réorganise l'Europe après la chute de Napoléon Ier modifie quelque peu le territoire du royaume de Bavière. Celui-ci reçoit le Palatinat rhénan, séparé du reste du royaume, mais doit rétrocéder à l'Autriche Salzbourg, le Tyrol et le Vorarlberg. Le royaume entre dans la Confédération germanique. C'est par sa superficie et sa population (3,5 millions d'habitants) le troisième État du nouvel ensemble germanique. L'acte fédéral du 8 juin 1815 garantit la liberté de conscience et des cultes.

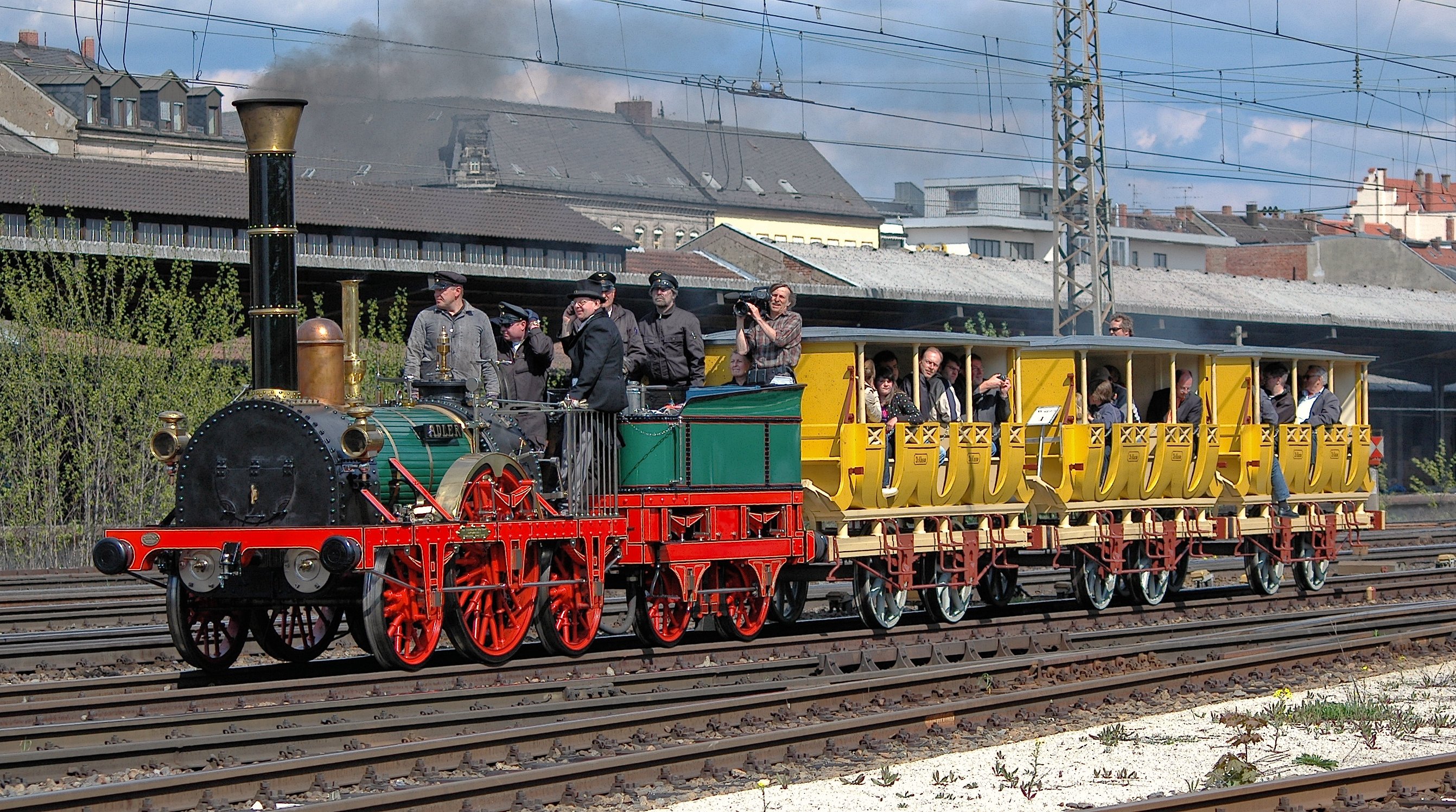
Le premier train bavarois (reconstitution en 2008).

La Constitution de 1818 fait de la Bavière un État libéral. Il est même l'un des plus libéraux en Allemagne à cette époque. Les efforts de Maximilien 1er pour moderniser son État et garantir les libertés fondamentales furent appréciés par la population. Rares sont les grandes villes de Bavière où ne figure pas sa statue.
Sous Louis Ier (1825-1848), la Bavière connaît une période de progrès, de dynamisme économique et démographique, notamment de sa population urbaine, en dépit d'une épidémie de choléra en 1836. Munich qui n'avait que 40 000 habitants en 1801 en a 100 000 en 1840. La bière vient en tête de la production agricole avec 30 millions de florins suivie par les céréales destinées à 95 % aux besoins locaux. La petite entreprise artisanale est largement majoritaire. On assiste néanmoins au développement d'une activité de construction mécanique concentrée en Franconie, à Augsbourg et Munich. Le premier chemin de fer allemand, joignant Fürth à Nuremberg est inauguré en 1835. Dans la capitale bavaroise, on construit en 1841 la première locomotive à vapeur de fabrication locale. Les voies fluviales conservent leur importance et le projet de relier le Rhin-Main au Danube est réalisé entre 1836 et 1845. Louis Ier fait adhérer la Bavière à la Zollverein qui profite beaucoup à ce royaume encore très agricole. L'État accompagne le développement économique en créant les Écoles polytechniques de Munich, Nuremberg et Augsbourg. Dès 1834, on organise des expositions pour présenter les produits nouveaux.

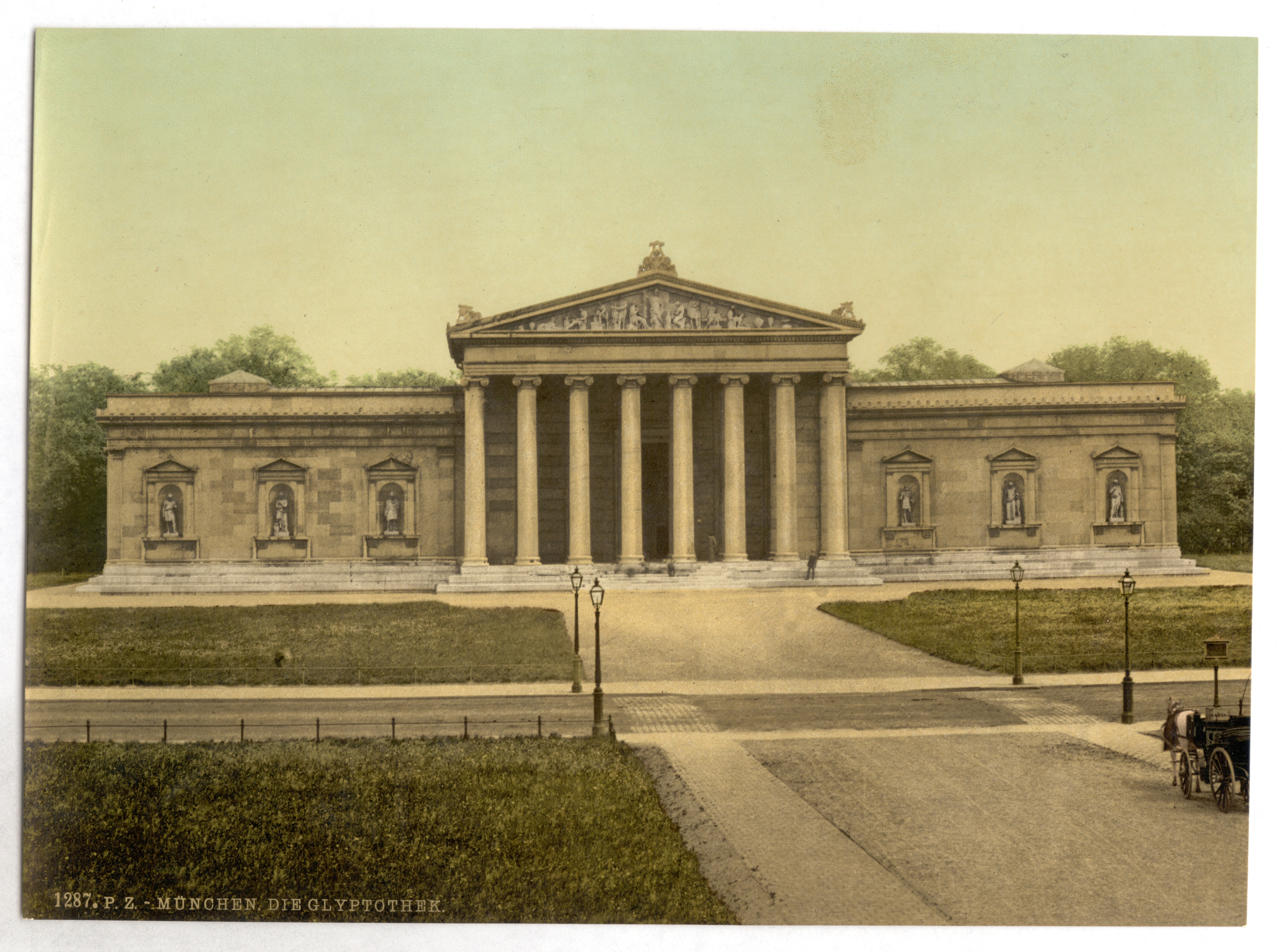
Glyptothèque, façade, vers 1900

Louis Ier, passionné par la Grèce antique, fait construire l’Alte Pinakothek, la Neue Pinakothek, la Glyptothèque, la Nouvelle Résidence, la basilique, l'université conçue pour 1 500 étudiants, la Feldhernhalle, d'autres monuments encore. Les architectes Klenze et Gaertner multiplient les édifices de style néo-grec. L'engouement du roi pour la Grèce explique son soutien à la guerre d'indépendance grecque (1821-1829). Une fois, l'indépendance réalisée, on choisit, en 1832, le jeune Othon de Wittelsbach, son second fils, alors âgé de 17 ans pour régner sur le nouveau royaume de Grèce. Patriote allemand, Louis Ier fait construire près de Ratisbonne le Walhalla, un bâtiment à la gloire des grands hommes de l'Allemagne, militaires, artistes, savants.
À partir des révolutions de 1830, le régime de Louis Ier se fait moins libéral et l'Église reprend un peu de son influence. Les dépenses somptuaires du roi sont critiqués alors que d'autres investissements comme les routes et les écoles sont en partie négligés. La crise agricole de 1845 provoquée par la maladie de la pomme de terre augmente les tensions sociales. Enfin, la passion du roi pour la danseuse Lola Montez déclenche une révolte populaire qui le chasse en 1848 lors du « Printemps des peuples ».
Son fils Maximilien II met rapidement en œuvre une série de réformes libérales qui touchent le droit de vote, la liberté d'association et de réunion, l'émancipation des juifs. Deux lois sont particulièrement populaires : celle qui met fin à la justice seigneuriale dans les campagnes et l'autre qui abolit les derniers droits féodaux pesant sur le sol. Les paysans deviennent les véritables propriétaires de leurs terres.

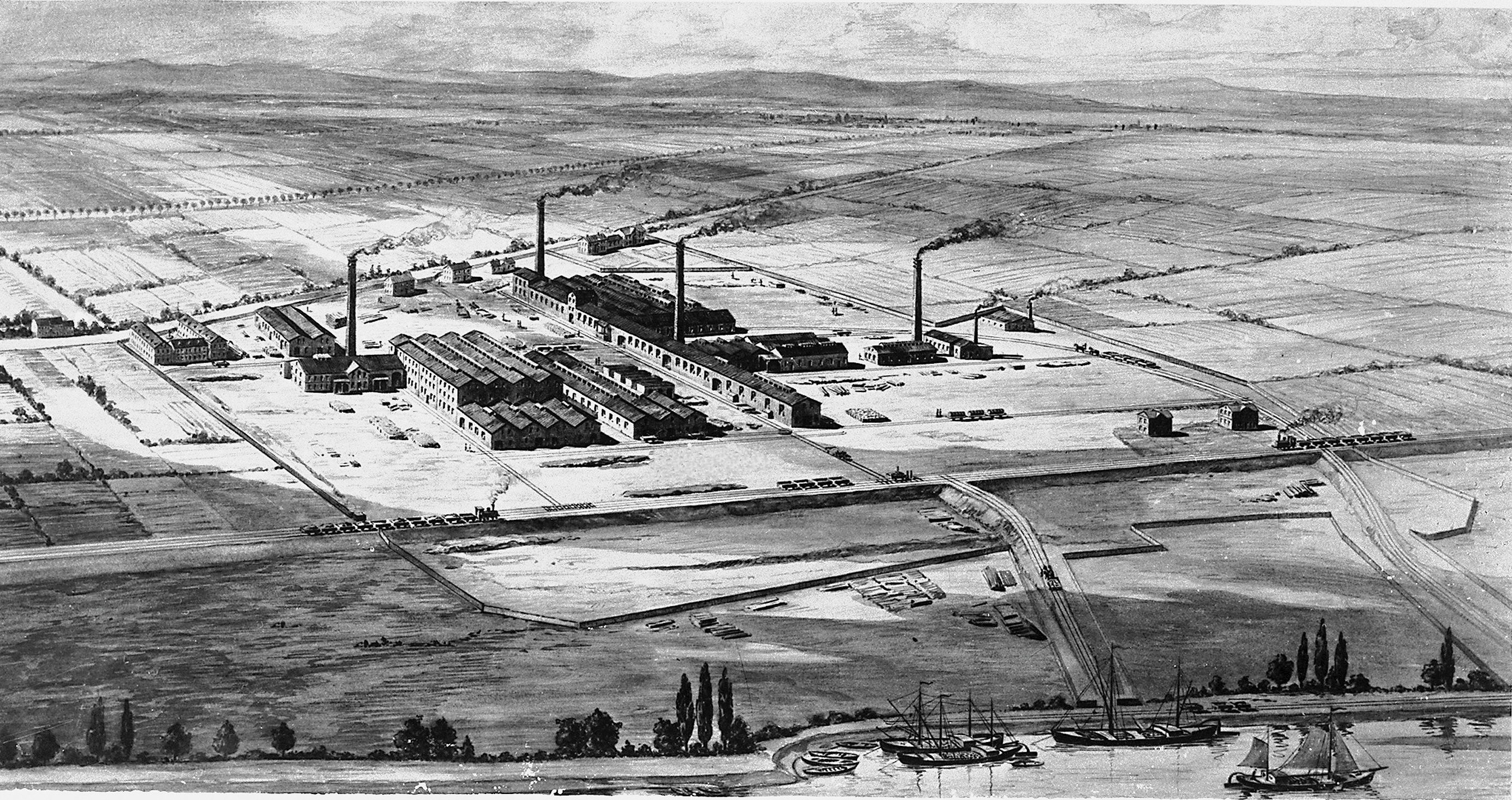
Usine BASF à Ludwigshafen, 1865

Pour l'épisode de la Révolution de Mars : voir Bavière
Le développement industriel prend son plein essor. En 1853, est fondée la Eisenwerk-Gesellschaft Maximilians-Hütte pour la production de fonte dans le Haut-Palatinat. A Amberg, non loin, la société Berg und Hüttenwerk avec ces trois cent soixante ouvriers exploite le minerai de fer qui alimente les hauts-fourneaux. En 1865, la chimie lourde s'installe à Ludwigshafen avec la création de la Badische Anilin- & Soda-Fabrik (BASF). Justus von Liebig fonde en 1857 la Bayerischen Aktiengesellschaft für chemische und landwirtschaftlich-chemische Fabrikate, première usine allemande de production d'engrais ce qui renforce la place de l'industrie dans la capitale bavaroise. Le pays connaît alors un important exode rural en même temps qu'une émigration vers les États-Unis. Celle-ci perdura jusque dans les années 1880. Conscient des conditions de vie des ouvriers, les réformes de Maximilien II se heurte aux réticences de l'administration et du Parlement et même de l'Église. Le plan de mesures sociales (1861) qui prévoyait la création d'hôpitaux et l'attribution de logements bon marché pour les ouvriers présenté par le gouvernement conservateur Schrenck-Notzing est ainsi rejeté par le Parlement.

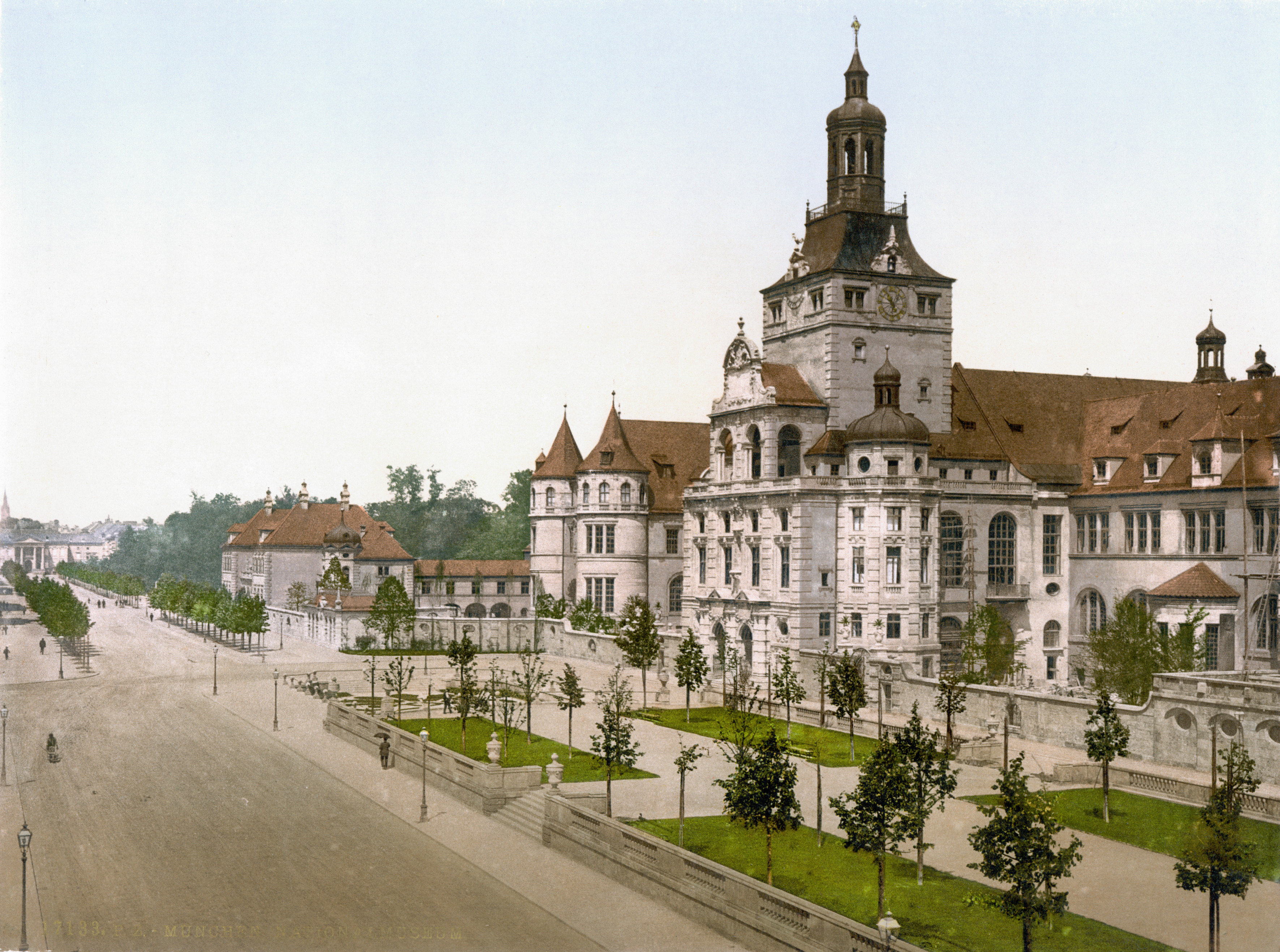
Musée national de Bavière vers 1905

Le règne de Maximilien II (1848-1864) et le début de celui de Louis II sont dominés par la question de l'unité allemande. En 1849-1850, la Bavière rejette le plan prussien d'une Allemagne unifiée dont serait exclue l'Autriche. La Bavière en tant qu'État catholique se méfie de la Prusse protestante et des tentatives hégémoniques du chancelier prussien Bismarck. Elle est néanmoins divisée géographiquement entre la « Vieille Bavière » catholique et « patriote » et la « Nouvelle Bavière » et le Palatinat plus favorables à l'unité. La bourgeoisie qui vote pour le Parti libéral est, elle aussi, unitaire alors que les campagnes qui votent pour le Parti conservateur veulent préserver l'identité bavaroise. Maximilien II encourage le patriotisme bavarois. Il fait notamment construire à Munich le musée national bavarois. En 1866, Louis II est contraint de s'engager au côté de l'Autriche dans la guerre austro-prussienne. Après la défaite autrichienne de Sadowa et la défaite des troupes bavaroises à Kissingen en juillet 1866, la Bavière doit accepter les conditions posées par la Prusse notamment une indemnité de guerre de 30 millions de florins et un traité d'assistance mutuelle. Elle participe, contrainte par la pression populaire, à la victoire allemande de 1871 et devient un Land du Reich. Elle conserve une très large autonomie dans le cadre du Reich, son propre gouvernement et son Landtag (Parlement) qui gèrent toutes les affaires intérieures du royaume. Au Reichstag, les Bavarois envoyaient 48 députés sur les 382 élus.

### Royaume au sein du Reich

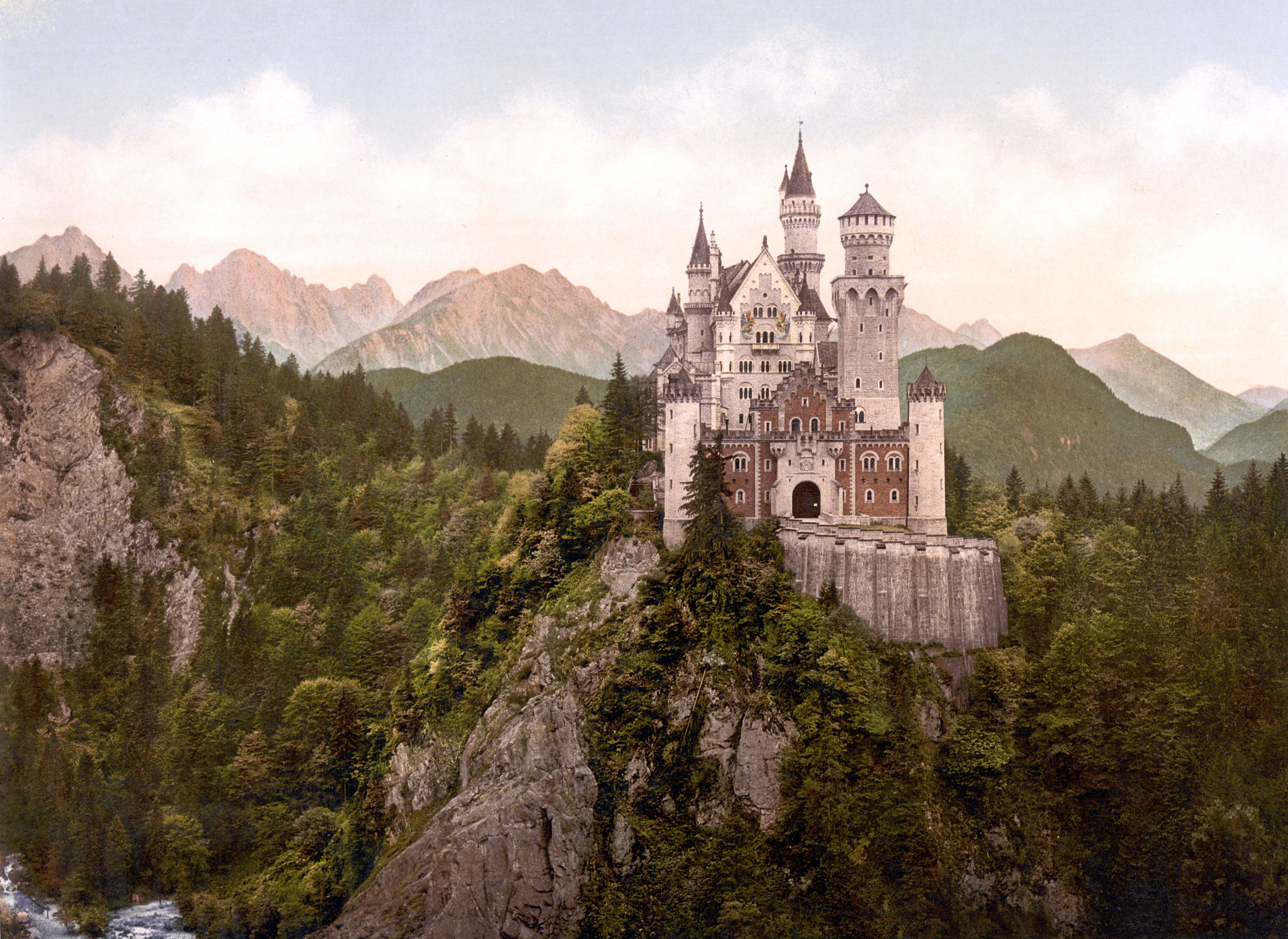
Photochrome du château de Neuschwanstein réalisé à partir d'une photographie prise entre 1890 et 1905.

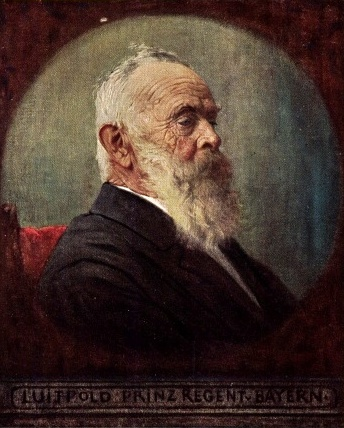
Le prince-régent Luitpold de Bavière en 1911.

La Bavière est devenue le second État du Reich le plus important après la Prusse. Louis II préfère se retirer de la vie publique pour se consacrer à ses passions. Il fait construire le château de Linderhof (1879) et celui de Neuschwanstein, achevé en 1885. Son amitié pour Richard Wagner lui fait construire à Bayreuth un théâtre (1876) pour l'exécution de œuvres du compositeur. Ces dépenses considérables et le comportement du roi eurent pour conséquence que le chef du gouvernement Lutz envisagea sa destitution en faveur de son oncle Luitpold de Bavière, ce qui fut réalisé en 1886. La mort de Louis II dans des circonstances troubles peu de temps après provoqua une émotion considérable.
La vie politique au Landtag continue à être animée par deux partis politiques, le Parti national-libéral qui représente les populations protestantes de Franconie et du Palatinat ainsi que la bourgeoisie, et le Parti patriote, conservateur, mieux implanté dans les régions catholiques de Haute et Basse-Bavière, méfiant vis-à-vis de Berlin. Grâce au mode de scrutin, le premier bien que bénéficiant d'un nombre nettement inférieur de voix obtenait un nombre de sièges proche du Parti patriote. Entre 1871 et 1878, la Bavière n'échappe pas à la querelle du Kulturkampf qui oppose Bismarck et l'Église catholique. Sans s'aligner sur les positions de la Prusse, le ministre des Cultes bavarois limite l'influence de Rome, place la nomination et la formation des prêtres sous le contrôle de l'État, laïcise l'état civil et le mariage.
Le Parti catholique conservateur prit le nom de Zentrum en 1887 et jusqu'en 1918 détient constamment la majorité des sièges au Landtag. Il est divisé en deux courants, l'un de tendance démocratique défendant les intérêts des paysans et de la petite bourgeoisie, l'autre plus conservateur, aristocratique et favorable au Reich. Au début des années 1890, l'aile gauche fait sécession et crée la Ligue des paysans de Bavière, mouvement anticlérical et révolutionnaire. Le Parti libéral, devenu en 1899 l'Union libérale, perd en importance durant toute cette période. À sa gauche était apparu le Parti social-démocrate mené par George von Vollmar de tendance réformiste. A la veille de la Première Guerre mondiale, le Parti social-démocrate avait 30 députés au Landtag qui représentaient 17,2 % des voix, ce qui faisait de la Bavière le pays avec le plus grand nombre de députés sociaux-démocrates dans le Reich. Le Landtag avec les réformes de scrutin était devenu une assemblée réellement représentative de la société bavaroise.
Cette progression des sociaux-démocrates s'explique par le développement du secteur industriel. Munich atteint 230 000 habitants en 1886 et dépasse les 600 000 en 1912, les ouvriers représentant 47 % de la population. Nuremberg 100 000 en 1886 et 330 000 en 1912 avec 55 % d'ouvriers. Cet afflux de main d'œuvre venant des régions rurales posait de sérieuses difficultés de logement, d'hygiène et de santé. Les contrastes sociaux étaient marqués, les municipalités tentant des actions ponctuelles comme la construction de gigantesques établissements de bains, tels le Müllersches Volksbad, pour assurer aux populations pauvres l'accès à l'hygiène à des prix modiques.
Pendant la régence du prince Luitpold de Bavière (1886-1912), la Bavière connaît une période brillante. L'État investit des sommes importantes dans la formation des jeunes : les budgets des universités, tout comme ceux pour la formation des maîtres sont multipliés par deux. Le pays s'industrialise : métallurgie de transformation à Nuremberg et à Augsbourg, fabrications variées à Munich, Wurtzbourg, Bamberg, utilisation d'hydroélectricité fournie par les torrents des Alpes. L'agrandissement du réseau ferré dont la longueur est multipliée par 7 entre 1871 et 1914 permet au pays de s'approvisionner à l'extérieur et d'exporter sa production. Des concentrations d'entreprises ont lieu comme celle qui voit la naissance de Maschinenfabrik Augsburg-Nürnberg AG en 1898. Elle devient une grande région industrielle.

## Un Land de la République

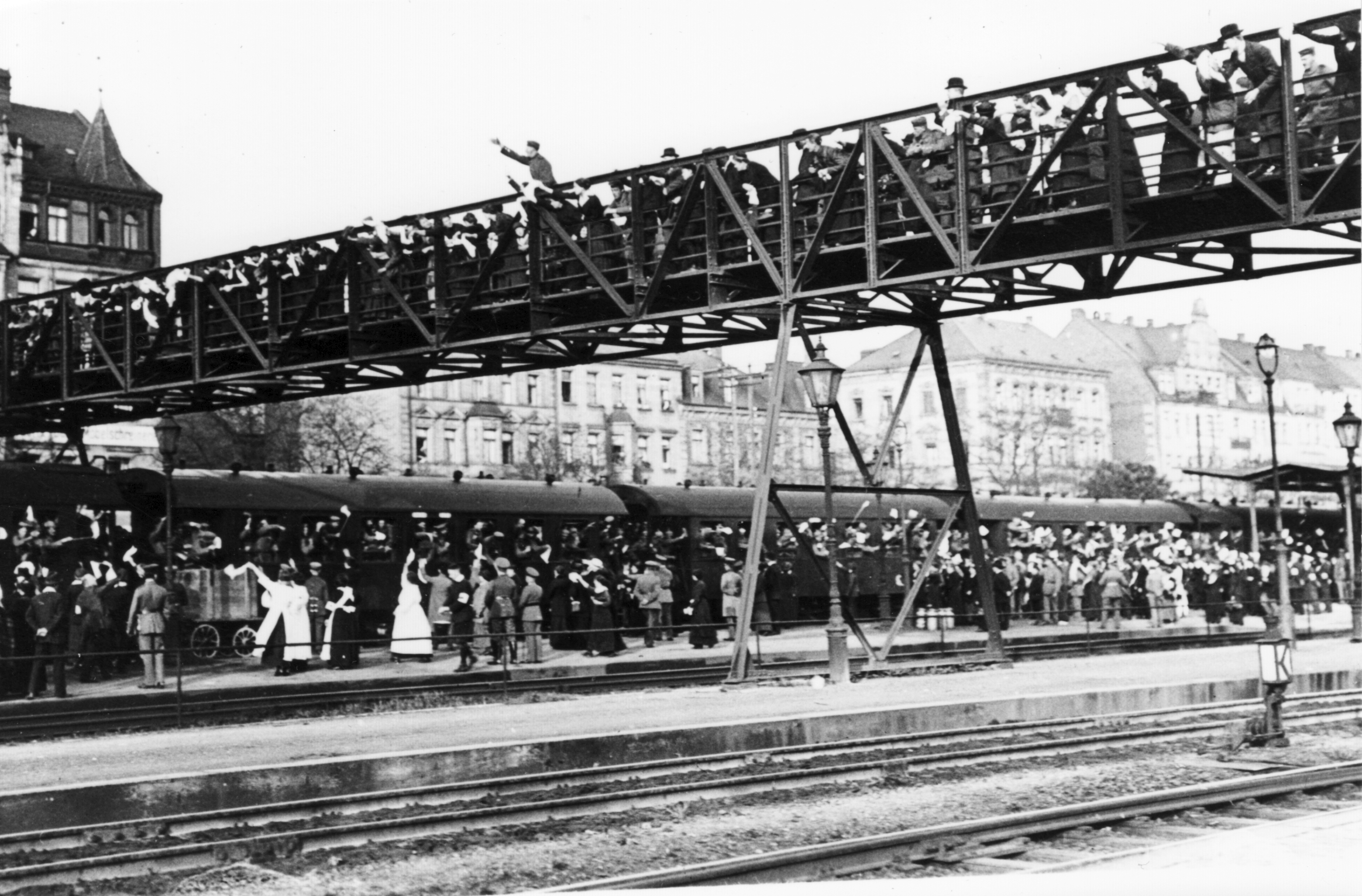
Les troupes bavaroises partent « avec des hourras sans fin et des salutations d'adieu » de la gare de Fürth, août 1914 (Carte postale).

Louis III, monté sur le trône en 1913, approuva les déclarations de guerre du Reich et les députés bavarois au Landtag votèrent comme les autres les crédits de guerre. La mobilisation se fit dans l'enthousiasme. Un citoyen autrichien résidant à Munich nommé Adolf Hitler, qui avait été réformé quelques mois plus tôt pour raison de santé, envoya une supplique au roi pour être admis dans un régiment bavarois. Près de 900 000 Bavarois se retrouvèrent sous les drapeaux. Plusieurs princes de la famille régnante exercent des commandements importants. Louis III entend profiter de la guerre pour agrandir son royaume. Il a en vue plus particulièrement l'Alsace proche du Palatinat rhénan. Cet intérêt reste constant durant toute la guerre.
À partir de 1916, les partisans de la paix se font de plus en plus nombreux. Alors que le commandement allemand se décide devant l'échec des dernières offensives à négocier la paix, une partie de l'Allemagne et de la Bavière est déjà au bord de la révolution. Les pertes humaines pour cette seule région sont de 200 000 hommes, le mécontentement est général et on accuse la Prusse d'avoir entraîné la Bavière dans le conflit. En 1917, une partie de la SPD avait créé le Parti social-démocrate indépendant (USPD) qui comprenait une aile spartakiste représentée en Bavière par Kurt Eisner. Le 7 novembre 1918, la révolution commence à Munich. A l'initiative d'Eisner et de la USPD, 150 000 personnes sont rassemblées dans le centre de la ville. Des conseils de soldats sont présents. 

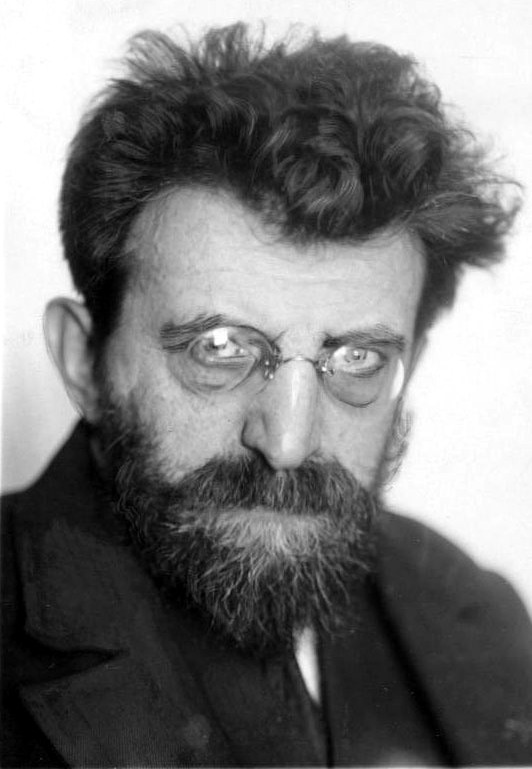
Erich Mühsam, meneur de la gauche révolutionnaire qui déborde sur la gauche les réformes d'Eisner.

Le soir, les plus radicaux s'emparent de dépôts d'armes.
Eisner et ses partisans occupent le Landtag et le lendemain 8 novembre, les Munichois apprennent que le pays est devenu une « République démocratique et socialiste ». 
Dans la soirée, Louis III, mettant fin à 738 ans de règne des Wittelsbach, quitte la ville.
Les mois qui suivent sont troublés : gouvernement du socialiste indépendant Kurt Eisner qui en dépit des pressions des éléments de gauche les plus radicaux organise les élections pour le Landtag pour le 12 janvier 1919. Elles sont une large victoire pour les formations non révolutionnaires : la SPD présidée par Erhard Auer a obtenu 33 % des voix et le parti conservateur Bayerische Volkspartei (BVP) 35 %. Eisner et l'USPD connaissent une défaite cinglante avec seulement 2,5 % des voix. Le Landtag apparaît alors comme la seule autorité légitime représentant le peuple bavarois.
Les troubles continuent néanmoins. Kurt Eisner est assassiné le 21 février 1919 par un étudiant nationaliste, le comte Anton Graf von Arco auf Valley. Lui succède le social-démocrate Johannes Hoffmann. L'assassinat d'Eisner a pour conséquence la radicalisation de la situation politique. Le pouvoir réel est récupéré par le Comité central des Conseils d'ouvriers dans lequel les extrémistes de gauche participent massivement. La république des conseils est proclamée en avril par des communistes bavarois. Ses dirigeants proclament « l'argent libre » pour triompher du capitalisme. Les délinquants de droit commun sont libérés de prison, ce qui entraîne une montée en flèche de l'insécurité dans la ville. L'annonce, le 10 avril, de la création de « tribunaux révolutionnaires » dont les jugements seront exécutés sur-le-champ sans possibilité d'appel contribue à semer l'effroi au sein de la population. En quelques jours, le gouvernement des conseils devient, selon les termes de l'historien Heinrich August Winkler, « la risée de tous ». Le gouvernement Hoffmann, réfugié à Bamberg, doit faire appel aux troupes bavaroises, wurtembergeoises et prussiennes, qui mettent fin à l'expérience communiste par une intervention armée. La république des conseils s'achève dans le sang. Le 30 avril, les communistes exécutent une dizaine d'otages. La répression gouvernementale est féroce et fait entre 500 et 700 morts dont plusieurs dirigeants spartakistes et anarchistes.
La Bavière conserve le Palatinat, occupé de 1918 à 1930 par les Français, et acquiert Cobourg en 1920. Elle doit cependant renoncer à la plupart des Sonderrechte. Le particularisme bavarois ne représente plus une force politique.

## Entre-deux-guerres
En août 1919, la nouvelle constitution fait de la Bavière l'un des dix-sept Länder du nouveau Deutsches Reich républicain et entérine la perte de son autonomie : si elle dispose encore de son propre Landtag et de son gouvernement personnel, leurs compétences sont limitées, en particulier l'article 13 précise que « le droit du Reich brise le droit de l'État ». La Bavière perd ses privilèges dans le domaine des Postes, de l'armée et de la diplomatie. Enfin, les capacités financières du Land sont considérablement réduites puisque la plupart des impôts sont levés par le Reich.
En ce début des années 1920, la situation politique demeure instable. Face aux groupes d'extrême-gauche, une multitude de mouvements nationalistes apparaissent. Des milices civiques, sorte d'organisation paramilitaires pouvant intervenir à tout moment dans le Land pour combattre une nouvelle insurrection d'extrême-gauche. La Bavière éprouve également les conséquences du traité de Versailles, le Palatinat bavarois étant soumis à l'occupation française jusqu'en 1930. L'impact des réparations sur la valeur de la monnaie touche le Land comme les autres régions du pays et a pour conséquence une inflation galopante qui appauvrit une grande partie de la population notamment les personnes ayant des revenus fixes - retraités, rentiers, mais également salariés -. Ces catégories sociales fragilisées constituent le terreau favorable au développement des groupes extrémistes de droite comme de gauche. Après l'échec du putsch de Kapp, des participants viennent trouver refuge en Bavière dont des membres de la célèbre brigade Ehrhardt et son chef. La mansuétude des autorités permet à Ehrhardt de diriger l'organisation Consul depuis Munich. Ces apports renforcent l'activité des groupes nationalistes locaux. Le général Ludendorff s'installe également dans le Land et patronne plusieurs groupes extrémistes dont celui d'Adolf Hitler.

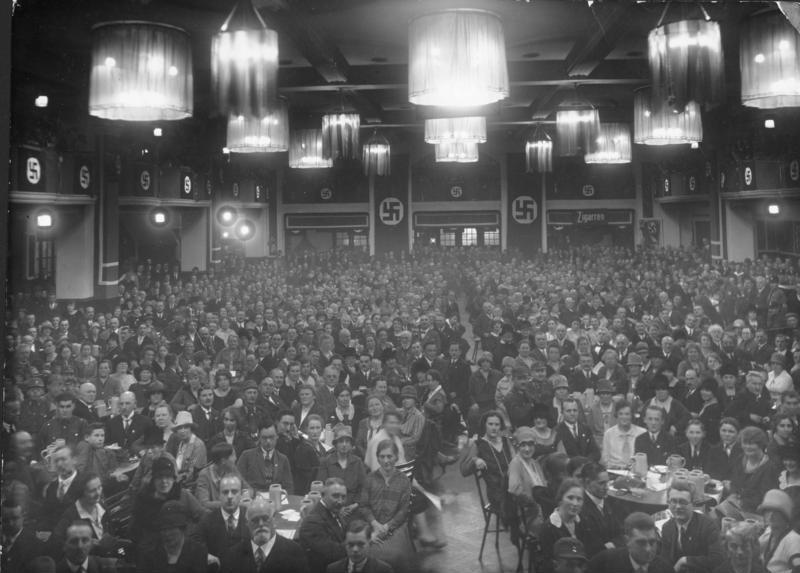
Réunion nazie à la Bürgerbräukeller, vers 1923.

Hitler, revenu à Munich après la guerre, prend la tête du Parti des travailleurs allemands qu'il rebaptise en Parti national-socialiste des travailleurs allemands (NSDAP, ou Parti nazi). 
Il achète également, en décembre 1920, avec des fonds avancés par le général Franz von Epp le Völkischer Beobachter. 
Il noue des contacts avec d'anciens corps francs nombreux en Bavière et met en place une Association de sport et de gymnastique, destinée à servir de service d'ordre au Parti contre les perturbateurs communistes qui prend bientôt le nom de Sturmabteilung (Section d'assaut, SA), dirigée par Ernst Röhm et Rudolf Hess. 
Les effectifs de ces SA connaissent rapidement une progression spectaculaire et atteignent en décembre 1922 le nombre de 6 000 membres.
En 1923, alors que l'occupation de la Ruhr par les Français et l'inflation vertigineuse plonge le pays dans la crise, Gustav von Kahr, chef du Parti populaire bavarois, obtient les pleins pouvoirs. 
Son objectif est la restauration de la souveraineté bavaroise et le rétablissement de la monarchie des Wittelsbach. 
Refusant d'obéir aux ordres de Berlin, la Bavière se trouve de facto en état de sécession. 
Hitler choisit cette opportunité pour organiser le putsch de la Brasserie sur un coup de bluff. 
Mais dans la nuit et le lendemain du 8 novembre, Kahr réagit et le putsch est brisé, la plupart de ses meneurs dont Hitler sont emprisonnés, arrêtant pour quelque temps la progression de la NSDAP.

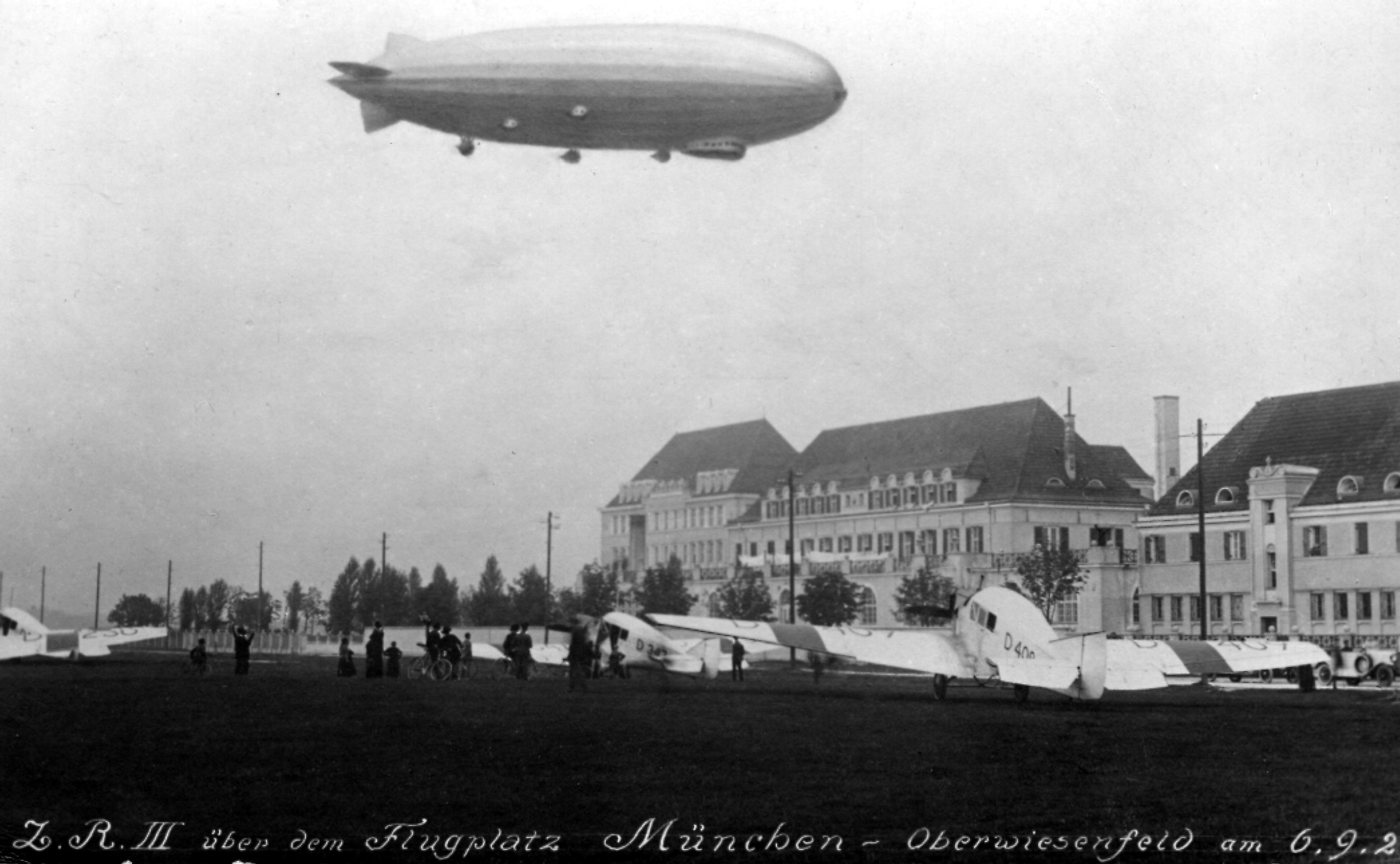
L'usine de la Süddeutsche Bremsen-AG, fondée en 1920 à partir de (l'ancienne) Bayerische Motoren Werke AG (BMW), à Munich en 1924.

La réforme de la monnaie et des finances menée par Hjalmar Schacht et Hans Luther, le rapprochement du gouvernement sous la direction d'Eugen von Knilling avec Berlin et le procès des putschistes permettent à la Bavière de sortir des effets les plus graves de la crise et de retrouver la stabilité durant une période appelée Sonnenjahre (les « années ensoleillées ») qui dure jusqu'en 1930. 
Aux élections du Landtag de 1924, le Parti populaire bavarois reste le parti majoritaire et Heinrich Held, le nouveau ministre-président est un homme de compromis. 
La gauche est minoritaire, la SPD avec 21 % des voix aux élections de 1928 et le Parti communiste (KPD) avec seulement 4 %. 
La question du nouveau concordat avec l'Église qui divise droite et gauche, négocié en 1925 par Mgr Pacelli, est résolue de façon très avantageuse pour l'Église qui est libérée du contrôle de l'État sur ses biens. 
L'Église évangélique obtient des droits comparables.
Le Parti national-socialiste n'a pas disparu et une fois ses dirigeants libérés, la Bavière reste le terrain d'action privilégié du mouvement. 
Au congrés du Parti en août 1928 à Nuremberg, plus de 60 000 SA et des milliers de Jeunesses hitlériennes (Hitlerjugend) écoutent les discours et défilent dans les rues de la ville. 
Aux élections de mai 1928, le Parti obtient 2,6 % des voix dans l'ensemble de l'Allemagne, mais 6,8 % dans le Land.
En 1930, avec ses douze millions d'habitants, la Bavière représente près de 12 % de la population allemande. 
L'exode rural se poursuit et le secteur agricole emploie encore 40 % de la population active. 
La production agricole grâce aux engrais et à la mécanisation connaît un essor important, ce qui améliore le niveau de vie dans les campagnes. 
La reprise de la consommation intérieure et extérieure permet à la production industrielle, notamment les biens d'équipement, des constructions mécaniques et de la chimie, de dépasser dès 1927, les meilleures années d'avant-guerre. 
Les salaires augmentent régulièrement jusqu'en 1930.
La vie culturelle du Land est extrêmement dynamique avec des peintres tels Georg Schrimpf, Alexander Kanoldt, Adolf Erbslöh ou Hiasl Maier-Erding. 
Dans le domaine musical brillent Richard Strauss et Hans Pfitzner. 
Munich est le troisième centre d'édition en Allemagne, et réunit de nombreux écrivains comme Thomas Mann, Hans Carossa, Lion Feuchtwanger ou Bertolt Brecht.
La crise de 1929 touche la Bavière un peu moins durement que le reste du pays, mais a pour conséquence de fragiliser la monnaie et de faire passer le nombre de chômeurs de 80 000 en 1929 à 540 000 fin 1932 ; soit 13.5 % de la population active. 
En raison de la politique déflationniste, le revenu par habitant en monnaie constante retombe au niveau de 1913. 
Les électeurs se tournent vers les partis les plus extrêmes, la NSDAP qui atteint 30,5 % et, dans une moindre mesure, la KPD avec 10,3 % en novembre 1932. 
Mais, à l'inverse d'autres Länder et de Berlin, les électeurs bavarois donnent la majorité aux partis démocratiques et à la coalition de Heinrich Held. 
Celui-ci applique le décret Groener qui ordonne la dissolution des groupes paramilitaires nazis, permettant au Land d'éviter les poussées de violence que connaissaient le reste du pays. 
La détermination de Fritz Schäffer, le nouveau président du Parti populaire bavarois, de lutter contre la NSDAP ne peut rien contre les intrigues menées à Berlin qui conduisent à la nomination de Hitler comme chancelier le 30 janvier 1933 et à la fin de la république de Weimar.

## Troisième Reich et Seconde Guerre mondiale
Pessimiste quant à l'évolution du pays, Fritz Schäffer et Heinrich Held envisageaient une solution séparatiste et notamment de faire nommer le très populaire Rupprecht de Bavière commissaire général d'État. Mais l'incendie du Reichstag et le décret qui suit suspendent sine die les libertés individuelles et brisent ses tentatives. Le 9 mars 1933, le général Franz von Epp est nommé commissaire général du Reich en Bavière avec les pleins pouvoirs. Celui-ci place aussitôt des hommes à lui aux postes clés de l'administration du Land : Hermann Esser et Ernst Röhm sont nommés commissaire d'État, Adolf Wagner ministre de l'Intérieur et Heinrich Himmler est chargé de la Direction de la police de Munich. Le soir même de sa nomination, les SA de Munich saccageaient les locaux des journaux de leurs adversaires dont ceux quotidien socialiste Münchner Post, de l'hebdomadaire catholique Der gerade Weg et du journal du Parti populaire bavarois le Bayrische Kurier.
Les lois d'uniformisation de mars et avril 1933 transformèrent les Länder en provinces administrées par un gouverneur (Reichstattshalter) nommé par le chef de l'État. En 1934, les Länder sont définitivement supprimés. La Bavière est divisée en 6 Gaue et l'administration d'État coincide avec celle du Parti nazi, qui est le seul parti autorisé. Parmi les Gauleiter dont certains se comporteront comme de véritables potentats, Julius Streicher, Gauleiter de Franconie jusqu'en 1940, Adolf Wagner Gauleiter de Haute-Bavière et Hans Schemm pour l'Ostmark sont plus particulièrement connus.

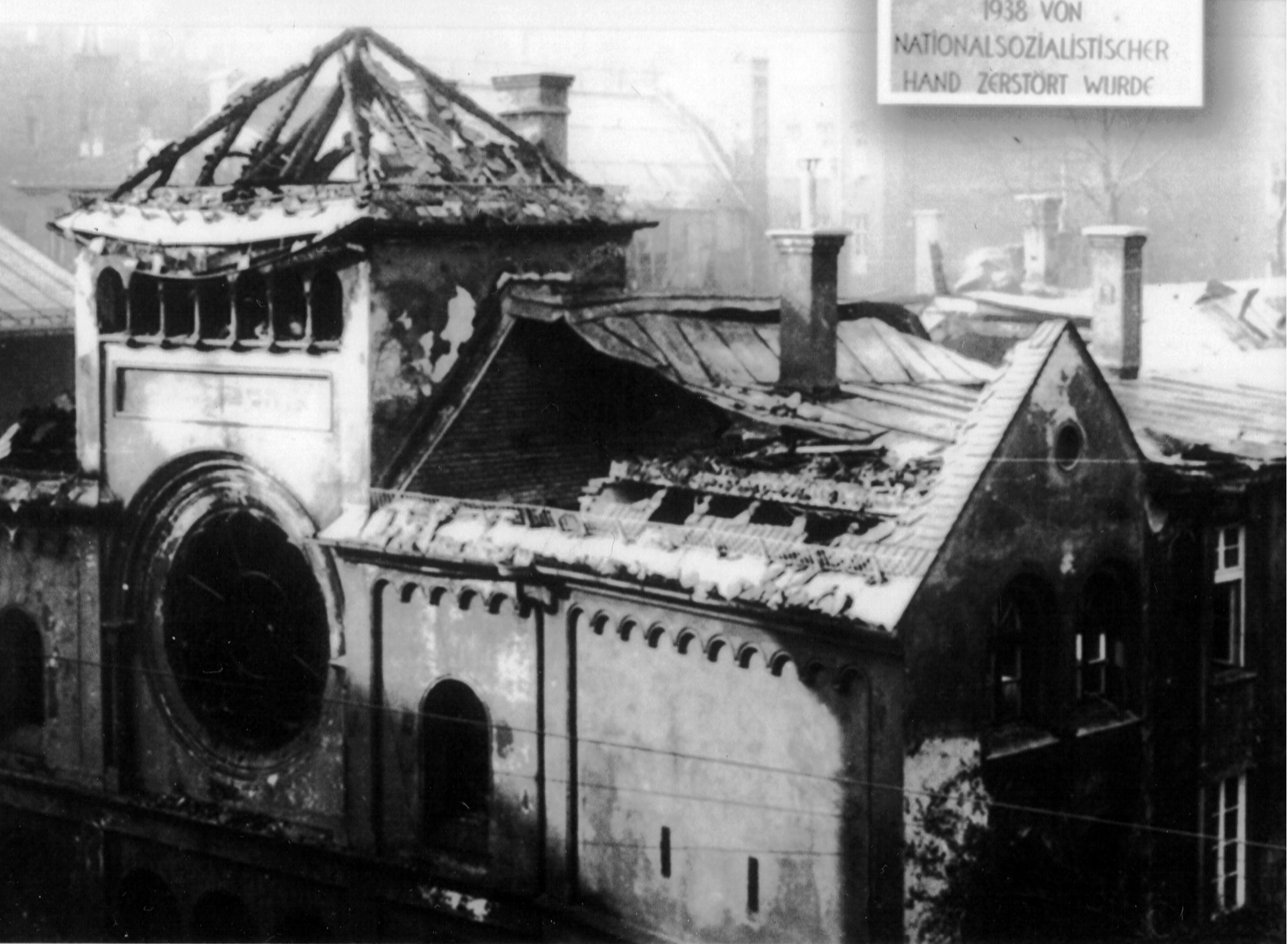
La synagogue Ohel Yaaqov en ruine à Munich après la nuit de Cristal

La Bavière qui avait joué un rôle déterminant dans les débuts du national-socialisme conserve une fonction importante dans la mise en scène du régime. C'est à Nuremberg que se tient le congrès du Parti. Hitler a choisi pour seconde résidence son chalet de Berchtesgaden où il reçoit de nombreux hôtes de marque. Plusieurs événements politiques de première importance ont également lieu dans l'ancien Land : la nuit des longs couteaux à Munich et Bad Wiessee. Hitler profite des circonstances pour éliminer plusieurs ennemis personnels : pour ne citer que des personnalités bavaroises, Gustav von Kahr est assassiné, son corps retrouvé près de Dachau, le journaliste Fritz Gerlich qui avait fondé en 1930 le périodique Der gerade Weg dont il fait, un outil de lutte contre le nazisme et le communisme, connait un sort identique.

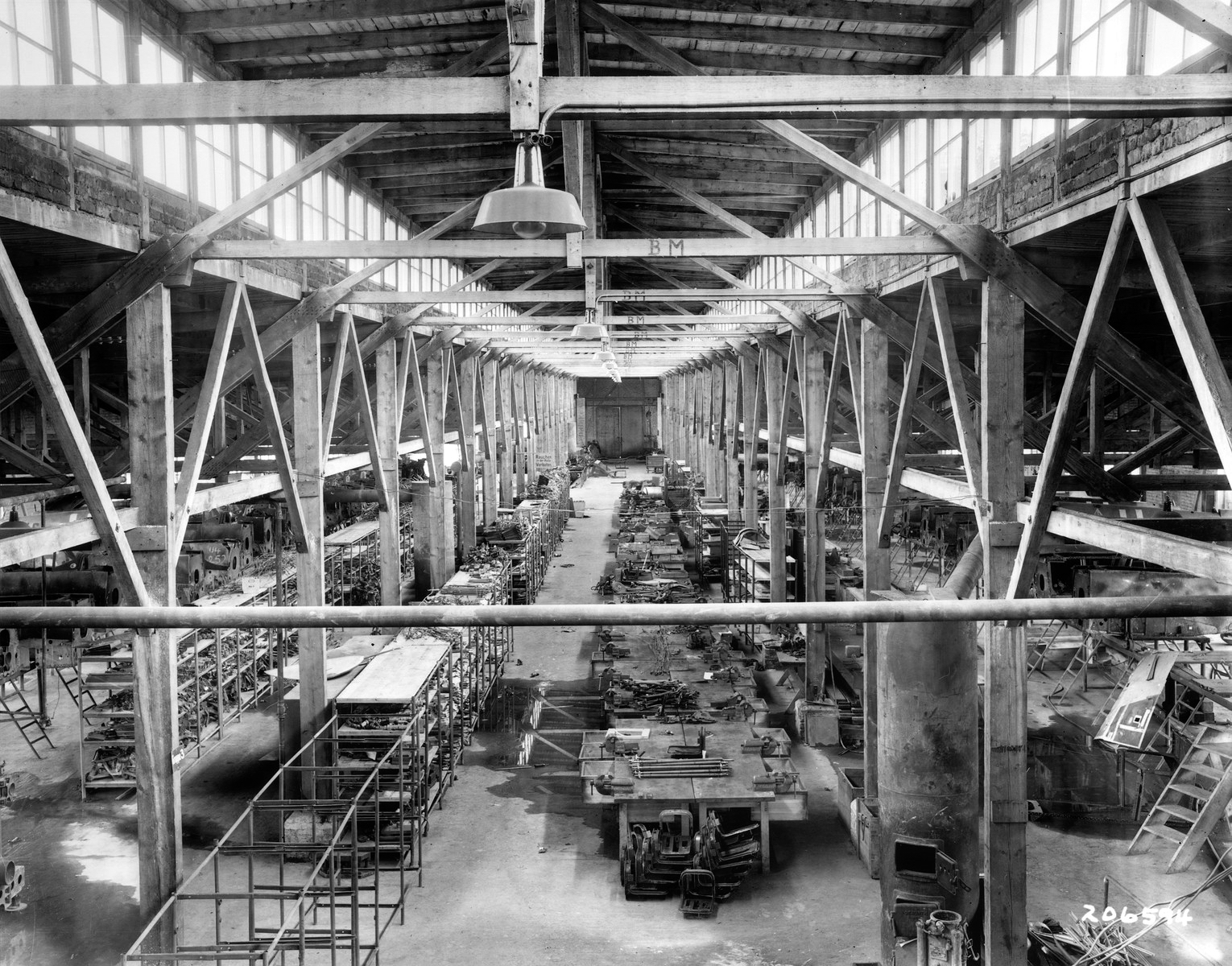
Usine aéronautique de Flossenbürg, photographiée après la libération

Les lois de Nuremberg de 1935 concernant la citoyenneté sont appliquées avec zèle par le Gauleiter Julius Streicher. Depuis 1933, la situation des 42 000 juifs de Bavière s'était déteriorée. Beaucoup d'entre eux choisissent d'émigrer. A l'été 1938, il ne restait plus que 3 600 des 10 000 juifs qui vivaient auparavant à Munich. La nuit de Cristal en novembre 1938 voit des synagogues incendiées, des magasins mis à sac et fermés. Les violences font environ 900 blessés parmi la population juive. La Bavière abrite également le premier camp de concentration. Annoncé par le chef de la police de Munich, Heinrich Himmler, le camp de concentration de Dachau ouvre le 22 mars 1933. De 1933 à 1937, plus de 27 000 détenus passent par Dachau. En 1937, plus de 25 000 d'entre eux avaient été libérés. À partir de 1938, la majorité des détenus sont autrichiens ou juifs. De 1940 à 1945, 35 000 Polonais y sont enfermés dont près de 1 800 prêtres. En 1945, le camp contient plus de 50 000 prisonniers de toutes nationalités. Le manque de nourriture, les mauvais traitements et les maladies avaient provoqué au moins 30 000 décès. Le camp de concentration de Flossenbürg dans le Haut-Palatinat ouvert en 1938 voit passer 96 000 prisonniers, dont 30 000 trouvent la mort.

## Depuis 1945

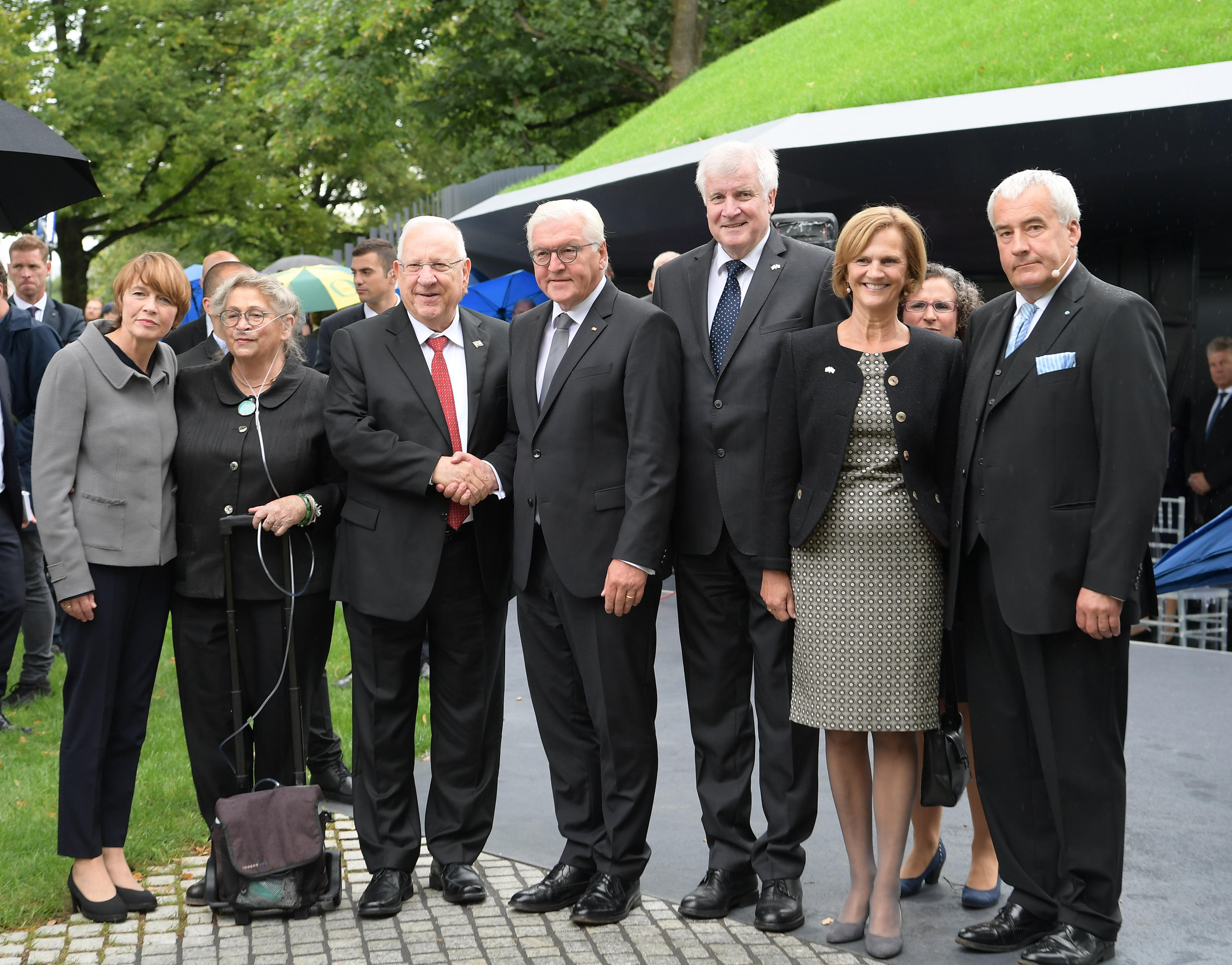
Le président israélien, Reuven Rivlin, à la cérémonie commémorative de 2017 aux victimes de la prise d'otages des Jeux olympiques de Munich en 1972, le ministre-président de Bavière Horst Seehofer est à la 3e place à partir de la droite.

Doté d'une nouvelle constitution en 1946, l'État libre de Bavière adhère à la RFA en 1949. Depuis la guerre, il est gouverné majoritairement par le parti démocrate chrétien (CSU).
La Bavière a connu des changements sans précédent devenant une région de haute technologie de niveau international. La Bavière est aujourd’hui l’une des régions d’Europe dont l’économie est la plus forte. Avec un produit national brut de 409,5 milliards d’euros pour l’année 2006, elle dépasse à elle seule 21 des 27 États-membres de l’UE. Le rendement économique par tête de 32 815 euros se situe clairement au-dessus des moyennes allemande et européenne. En 2006, la Bavière a été le seul Land allemand à avoir présenté un budget équilibré. Le taux de chômage de 4,5 % est le deuxième plus bas en Allemagne. La Bavière est l’un des sites scientifiques les plus actifs au monde au niveau de la recherche. Avec 3 % de son PNB consacré à la recherche et au développement, la Bavière se situe à un très haut niveau national et international. 28,3 % des brevets inscrits en Allemagne proviennent de la Bavière. Le milieu bavarois de la recherche est très diversifié: avec ses 11 universités, 17 écoles supérieures spécialisées, 3 instituts de recherche, 12 instituts Max-Planck et 9 centres de la Fraunhofer-Gesellschaft, la Bavière appartient aux sites de recherche les plus importants de la planète.

#### 500
- Royaume alaman (260-915) (« Alémanie »)
- Royaumes francs (480-843), Germanie franque, Agilolfinges, Bavarii, Lex Baiuvariorum, Capitulaire De partibus Saxoniae

- Premier duché de Bavière (VIe/640-788/814), Théodon Ier, calice de Tassilon, évangélisation
- Empire carolingien (800-888)
- Francie orientale (843-962)
- Duché de Bavière (907-1623), (Saint-Empire romain germanique (962-1806))
  - Liste des commanderies templières en Bavière
  - Duché de Basse-Bavière (1255-1340), Duché de Haute-Bavière (1255-1340, 1349-1363), Duché de Bavière-Landshut (1353-1503)
  - Duché de Bavière-Straubing (1353-1429), Duché de Bavière-Ingolstadt (1392-1447), Duché de Bavière-Munich (1392-1505)
  - Duché de Palatinat-Neubourg (1505-1808)
  - Miroir des Saxons

- Duché de Franconie (906-1196), Principauté épiscopale de Wurtzbourg (1168-1803), Grand-duché de Wurtzbourg (1805-1814)
  - Procès des sorcières de Wurtzbourg (1573-1630)
  - Liste des comtes palatins du Rhin
  - Liste des noms latins des villes allemandes
- Cercle de Bavière (1500, principautés-duchés-comtés-abbayes-prévôtés-seigneuries)

- Électorat de Bavière (1623-1826), liste des électeurs de Bavière
  - Palatinat-Bavière (1777-1806)
  - Soulèvement populaire bavarois (1705-1706)
- Résidence de Wurtzbourg (1720-1770)

#### 1800
- Guerres napoléoniennes (1792-1815) dont certaine participation bavaroise dans les régiments étrangers des armées napoléoniennes
  - Campagne d'Allemagne (1805) (guerre de la troisième coalition, Bavière-Autriche-Moravie, 1805)
  - Guerre de la Quatrième Coalition (1806-1807, Prusse-Dalmatie-Pologne)
  - Campagne de Russie (1812)
  - Guerre de la cinquième coalition (1809), dont bataille d'Eckmühl, bataille de Landshut (1809), bataille de Neumarkt-Sankt Veit, annexion du Tyrol et de Salzbourg par la Bavière
  - Campagne d'Allemagne (1813) (guerre de la Sixième Coalition, 1813-1814)

- Royaume de Bavière (1805-1918), liste des souverains de Bavière, Zollverein (1834)
- Canal Ludwig (1836-1846)
- Armée bavaroise (jusqu'en 1870)
- Printemps des nations, nationalisme romantique, nationalisme ethnique, nationalisme bavarois
- Route romantique, route baroque de Haute-Souabe, route du Roi-Louis

#### 1900
- Révolution allemande de 1918-1919
- République de Weimar (1918-1933)
- Histoire sociale et économique de la Bavière pendant la Première Guerre mondiale (de)
  - État libre de Bavière, Armée rouge (Bavière)
  - État libre de Cobourg (1918-1920)
  - République des conseils de Bavière (1919, 26 jours)
- Monarchisme en Bavière après 1918 (en)
- Troisième Reich (1933-1945)
  - Ahnenerbe (Munich)
  - Autodafés de 1933 en Allemagne
  - Juifs d'Allemagne sous le Troisième Reich, boycott antisémite de 1933 en Allemagne, nuit de cristal, aryanisation, shoah
  - Histoire juive en Bavière (de) (dont Bayreuth, Coburg, Fürth, Kulmbach, Lindau, etc)
    - dont histoire des Juifs de Munich (en), histoire des Juifs de Regensburg (en)

  - Camp de concentration de Dachau (1933-1945), liste des camps satellites de Dachau
  - Camp de concentration de Flossenbürg (1938-1945), liste des camps satellites de Flössenburg (en)
  - Stolpersteine en Bavière (de)
- Seconde Guerre mondiale, Berghof, Campagne d'Allemagne (1945)

#### 1945
- Occupation de l'Allemagne après la Seconde Guerre mondiale (1945-1949)
- Procès de Nuremberg (1945-1946)
- Parti bavarois (1946-1966c, indépendantiste), renouveau d’un certain nationalisme bavarois
- République fédérale allemande (1949-1990, « Allemagne de l'Ouest »)
- République fédarale d'Allemagne (réunifiée) (1990-présent)

#### Autres
- Politique en Bavière (en), Landtag de Bavière
- Gouvernement de Bavière, Ministre-président de Bavière
- Chronologie de la Bavière
- Musée des rois de Bavière
  - Joyaux de la Couronne de Bavière, Couronne royale de Bavière
  - Résidence de Munich, Musée de la Résidence